# Émile Chapelier
Émile Chapelier, né à Bande le 9 septembre 1870 et mort à Bruxelles le 16 mars 1933, est un ouvrier mineur, autodidacte, écrivain prolifique et militant communiste libertaire.
En 1905, il est l'inspirateur et le fondateur de la colonie communiste libertaire, L'Expérience à Stockel (Bruxelles).
Figure centrale de l'anarchisme belge avant la Première Guerre mondiale avec Georges Thonar, il finit par adhérer au Parti Ouvrier Belge en 1908-1909 tout en défendant des positions d'extrême gauche inspirées du syndicalisme révolutionnaire français,.

## Biographie
Il naît à Bande, dans la province du Luxembourg, en 1870. Son père est un ouvrier illettré et sa mère meurt très tôt. Il passe donc son enfance avec sa tante et son grand-père et vit pauvrement. Il ne va que neuf mois à l’école et à l’âge de 13 ans il part dans la province de Liège où, après avoir été aide-maçon et cordonnier, il travaille plusieurs années à la mine.
Pendant cette période, il vit avec son père alcoolique et fréquente lui-même les estaminets jusqu’à l’âge de 20 ans. Jusqu’au jour où il rencontre un vieux mineur anarchiste qui, bien que n’ayant lui-même que peu d’éducation, éveille en lui le goût pour l’étude et les idées anarchistes. En autodidacte, il apprend alors l’orthographe, la grammaire, se familiarise avec les sciences naturelles, la philosophie et la sociologie. Cette instruction va lui permettre de prendre part aux discussions organisées par les mineurs.
Vers 1890, il fait la connaissance de plusieurs anarchistes qui le font entrer dans le mouvement. Il tient ses premiers meetings publics lors de la grève de 1893. Dès lors, il a des ennuis avec la police et ses employeurs à cause de ses idées. Il perd son travail et se rend à Bruxelles. En 1894, il fait de la prison pour avoir tenu un meeting antimilitariste et par la suite, il a encore à plusieurs reprises des ennuis avec la justice pour la tenue de meetings ou pour sa participation au journal L’Insurgé de Georges Thonar,.
Il continue à donner des conférences et publie, en 1896, Le Cri des Opprimés,. Le 1er mai de la même année, il est le gérant de L’Insurgé, « organe anarchiste interdit dans les locaux socialistes ». On tente de l’impliquer dans un procès pour fausse monnaie. Il quitte la Belgique pour la France. Et quand il y revient, il est déguisé afin qu’on ne le reconnaisse pas. Finalement, il se livre à la justice après avoir donné diverses conférences sous le nom de Prosper Adam, à Mouscron, Tourcoing et Roubaix. Il est condamné à 5 ans de prison. Libéré en 1900, il tient, le jour même de sa sortie, une conférence au Groupe d’Études Sociales de Bruxelles.
Vers 1902, il rencontre Marie David dont il devient le compagnon,.
Dès lors, il donne d’innombrables conférences et participe à divers journaux anarchistes dont : L’Émancipation et L’effort éclectique (publiés par Georges Thonar), Le Réveil des Travailleurs, et plus tard à L’Insurgé de Liège et à L’ouvrier des ports de Marseille. Il est arrêté à deux reprises, l’une en 1901 et l’autre en 1902, parce qu’on le soupçonne de participer à un complot contre le roi Albert, mais il est relâché.
En 1904, il donne des cours et des conférences sur la langue internationale espéranto, afin de la propager.
En 1905, Georges Thonar et lui ont l’idée de créer la colonie L'Expérience de Stockel.

## La colonieL’Expérience

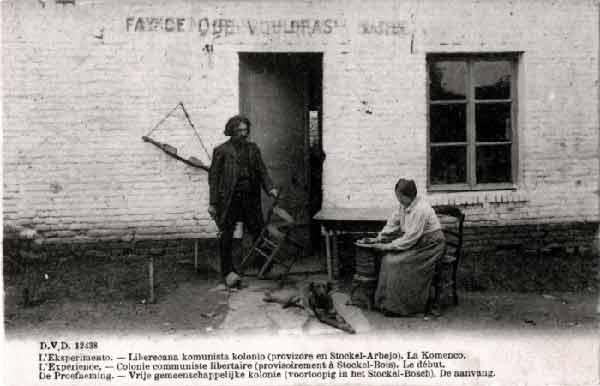
« Fais ce que voudras » à L'Expérience.

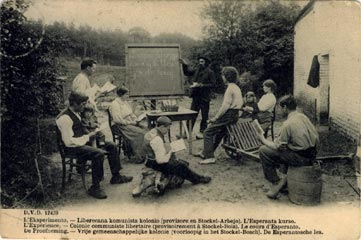
Un cours d'espéranto à L'Expérience.

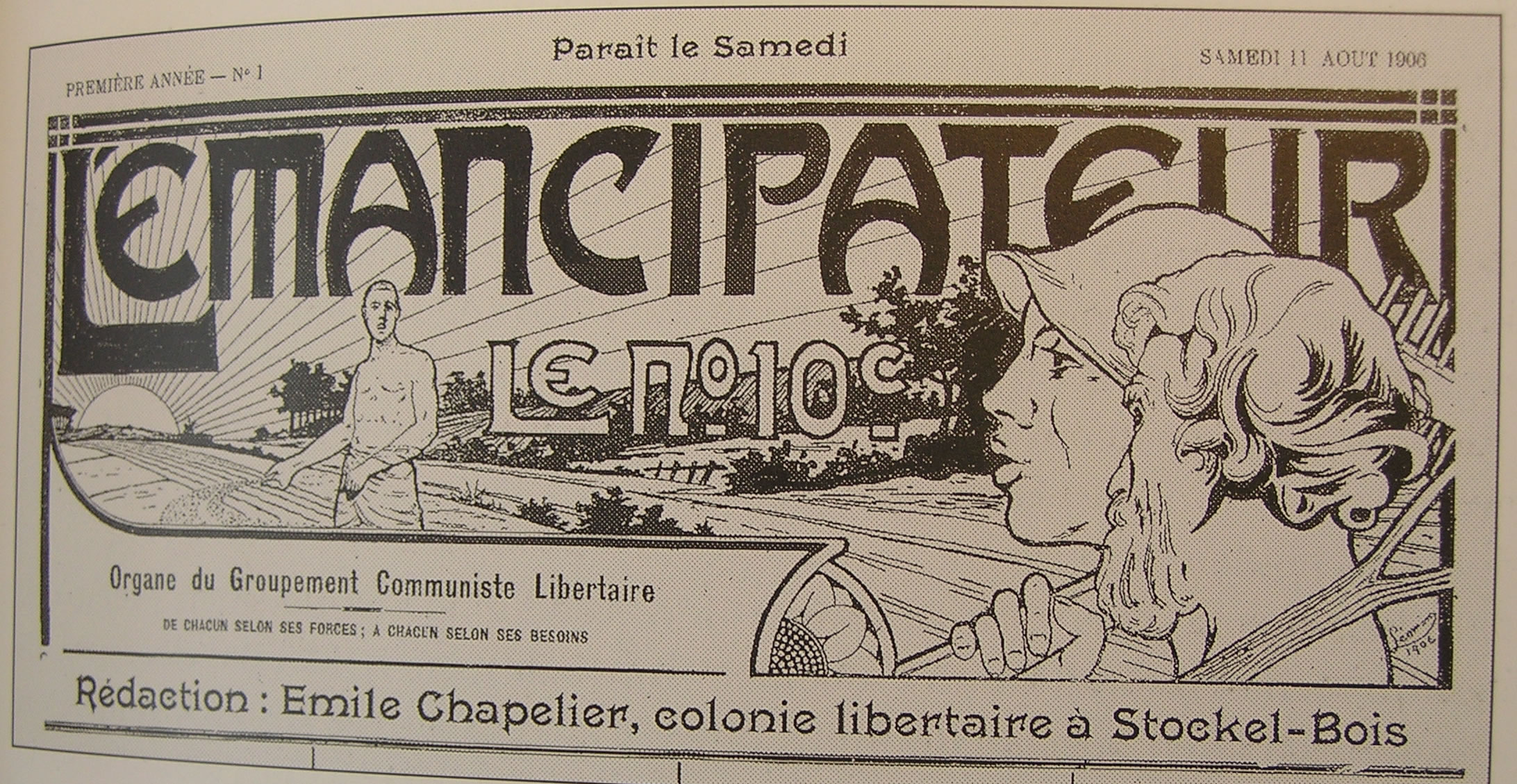
L’Émancipateur, « Organe du Groupement Communiste Libertaire », 11 août 1906.

Le 22 juillet 1905, il fonde avec sa compagne Marie David, la communauté libertaire L’Expérience à Stockel, puis à Boitsfort (Bruxelles). Jusqu'en 1908, la colonie compte de cinq à quinze personnes, se voulant une alternative à la propagande par le fait par la « propagande par l’exemple », son but est de « réaliser un milieu susceptible vis-à-vis de la condition salariée, de fortifier la foi révolutionnaire de ses habitants et de ses visiteurs ». Victor Serge, Jean De Boë, Édouard Carouy, Raymond Callemin et le militant espérantiste Eugène Gaspard Marin, y ont notamment séjourné,.
La colonie est une section locale du Groupement Communiste Libertaire fondé le 25 juillet 1905 en vue de structurer le mouvement afin de mener une action commune et une propagande soutenue. Jusque-là, l’individualisme et la crainte de l’autoritarisme avait toujours poussé les anarchistes à refuser toute forme d’organisation. Un an après sa création, le GPL compte quinze sections.
Le projet est la mise en pratique du communisme libertaire : propriété commune, travail en commun (jardinage et aviculture essentiellement) et consommation selon le principe de chacun selon ses moyens, à chacun selon ses besoins. Elle mise sur le principe de l'entraide développé par Pierre Kropotkine. C’est un milieu ouvert, intégré dans le mouvement anarchiste belge et international, et multipliant les activités pour ceux qui viennent la visiter : journaux, théâtre actif, conférences, etc. Le 22 juillet 1906 s’y tient le deuxième Congrès Communiste Libertaire Belge qui lance l’idée d’une internationale anarchiste. De la colonie partent de multiples brochures qui contribuent à réactiver l’anarchisme belge et international, sur l’espéranto, le syndicalisme, le néo-malthusianisme et l’amour libre… C’est enfin un milieu expérimental assumé, ne voulant pas paraître comme modèle, ni comme structure figée.
Au-dessus de la porte d’entrée, Chapelier fait inscrire en grandes lettres noires cette devise rabelaisienne : « Fais ce que voudras ». Sur les photos de l’époque dont on dispose, on peut voir les membres de la communauté qui posent devant la maison, et lire une légende bilingue, en français et en espéranto,.
Chapelier est un fervent espérantiste. L’usage d’une langue internationale est selon lui le plus sûr moyen pour faciliter la communication entre les êtres humains. Elle a en outre l’avantage d’être facile à apprendre et de supprimer les entraves qui se posent habituellement aux contacts entre militants révolutionnaires issus de pays différents.
Pour propager ses idées, la communauté donne, en 1906 et 1907, des représentations théâtrales, à la colonie même et dans plusieurs villes ou villages de Belgique. Les compagnons s’improvisent alors comédiens pour jouer la pièce de Chapelier, La Nouvelle Clairière, une pièce destinée à amener de nouveaux membres au groupe communiste libertaire. Le dimanche, la colonie est ouverte aux visiteurs et des conférences y sont données.
Dans la communauté, la question des rapports homme/femme est centrale : la femme ne pourra donner libre cours à ses désirs que si elle n’est plus à la merci de son mari, compagnon ou amant. Les colons prônent l’amour libre et pratiquent plus généralement l’union libre. Celle-ci fournit le thème d’une pièce de Chapelier, L’amour en liberté, que les colons produisent en 1907. De même, la répartition des tâches se veut égalitaire. « À L’Expérience, la femme est l’égale de l’homme : elle a les mêmes droits et partant les mêmes devoirs [...] Nous n’avons pas de travaux masculins, ni de travaux féminins ».
Sur les bases d’une morale individualiste, hédoniste et utilitaire, Chapelier prône la contraception - voire l'avortement quand un enfant n’est pas désiré -, et plus généralement une politique néo-malthusianiste de contrôle des naissances. Pour lui, les travailleurs doivent pouvoir se reproduire en étant guidés par la raison, rejeter les morales extérieures, conventions sociales ou religieuses, et par conséquent être libres de pratiquer la contraception. Il écrit de nombreux textes sur le sujet dont Ayons peu d’enfants ! Pourquoi ? Comment ?, brochure éditée à 60 000 exemplaires en 1909.
Le 11 août 1906, la communauté publie à Stockel le premier numéro de l'hebdomadaire L'Émancipateur, « Organe du Groupement Communiste Libertaire ». Georges Thonar en est l'administrateur et l'imprimeur. Le journal cesse de paraître en décembre 1906 après 13 numéros parus. Le journal Le Communiste lui succède en juin 1907. Épigraphe : De chacun selon ses forces; à chacun selon ses besoins.
En février 1908, il quitte la communauté.

### Vivre le communisme libertaire

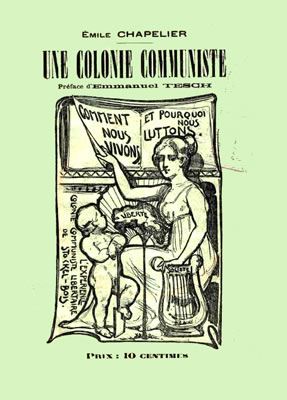

Dans le projet publié en octobre 1905 dans L’Insurgé, Émile Chapelier veut montrer que l’idéal est réalisable. Cette société rêvée par les anarchistes « aurait pour base la loi de l’entraide impliquée dans la propriété commune de toutes les richesses sociales et naturelles, chaque individu ne pouvant être heureux que si le bonheur de tous est assuré ; tous travailleraient en vue du bonheur de chacun ». Montrer qu’il existe une alternative à la société capitaliste et au droit de propriété individuelle et la concrétiser, plutôt que de perdre du temps en débats théoriques oiseux, voilà le projet.
Les colons précisent dans leurs statuts, que leur expérience n’est pas la copie conforme de l’humanité libertaire telle qu’elle se présentera dans l’avenir, car « tous les individus se grouperont, comme nous du reste, par affinités et différents modes de vie ». Ce n’est qu’une expérience et c’est d’ailleurs le nom qu’ils donneront à la colonie au mois de janvier 1906. Ils entendent seulement démontrer la supériorité et surtout la possibilité d’une société basée sur des idéaux qu’ils énumèrent.
L’absence totale de propriété : personne ne pourra, au sein de la communauté, se déclarer propriétaire de quelque bien que ce soit.
Chacun travaillera suivant ses forces et ses aptitudes, chaque individu étant libre de s’imposer sa discipline.
Tout le monde consommera librement selon ses besoins sans qu’il n’y ait à proprement parler de rémunération du travail.
La collectivité ignorera l’existence des familles, ce qui implique que ceux qui auront des enfants ne devront pas produire plus que les autres.
Tant que la nouvelle société ne pourra satisfaire tous les besoins moraux ou intellectuels des colons, les bénéfices que les nécessités de la colonie laisseront disponibles seront redistribués entre eux, et ce afin de préserver l’indépendance intellectuelle et morale de chacun.
La femme jouira des mêmes libertés et des mêmes privilèges que l’homme ; elle ne devra plus être enchaînée à son « mâle » ; l’amour devra être pratiquement libre sans que le libertinage ne soit favorisé.
L'Expérience n'est pas isolée. À la même époque aux États-Unis, en Angleterre et en France, de nombreuses écoles libertaires, coopératives de production et communautés anarchistes sont créées. À la fin du XIXe siècle, et à la suite des nombreux attentats à la bombe perpétrés en Europe entre 1892 et 1894, de nombreux militants se détournent de la propagande par le fait pour s’orienter soit vers le syndicalisme révolutionnaire, soit vers la propagande par l’exemple.

## Syndicaliste révolutionnaire et libre penseur
À l'été 1907, il participe au Congrès anarchiste international d'Amsterdam où il fait, le 31 août, un rapport remarqué sur l'espéranto,. Il s'y prononce « contre le militarisme, dont l'influence a corrompu profondément les sociétés » et soutient Errico Malatesta dans son différend contre Domela Nieuwenhuis,.
Il s'engage ensuite dans l'action syndicaliste révolutionnaire et publie, en 1910, son Catéchisme syndicaliste en six leçons. Il prend la direction du journal L'Exploité, « organe socialiste d'action directe ».
Il fonde, à Bruxelles, le Cercle de la Libre pensée prolétarienne, dont il assure longtemps la présidence.
Après la première guerre mondiale, il est actif dans le mouvement de la libre pensée et notamment au sein de la Ligue matérialiste de Belgique pour laquelle il rédige, en 1929, une brochure au titre explicite : La libre pensée prolétarienne contre la libre pensée bourgeoise.
Il participe, dans les années 1920, à la revue Le Rouge et le Noir de Pierre Fontaine.

## Citation
« Faire de beaux discours et de beaux livres, c’est fort bien ; nous les aimons parce qu’ils nous charment et nous ne pensons point à nier leur influence émancipatrice ; mais, quel que soit le génie d’un orateur ou d’un écrivain, il ne pourra jamais atteindre la puissante éloquence d’une bonne action ! Aussi, à notre humble avis, tous ceux qui se réclament de la philosophie anarchiste doivent avoir à cœur de prouver par leurs actes, bien plus que par leur paroles, qu’ils constituent le parti des honnêtes gens », Une colonie communiste. Comment nous vivons et pourquoi nous luttons, Stockel, 1906, page 5.

## Œuvres
- Une colonie communiste. Comment nous vivons et pourquoi nous luttons, préface d'Emmanuel Tesch[24], Bibliothèque de la Colonie communiste libertaire l’Expérience, n°1, Imprimerie Fraigneux, Bruxelles, 1906[25].
- Ayons peu d’enfants ! Pourquoi ? Comment ?, Imprimerie de Génération consciente, Paris, sans date[26].
- Au confessionnal, Vaudeville en 1 acte, chez l'auteur, Bruxelles, 1910.
- Catéchisme syndicaliste en six leçons, chez l'auteur, Bruxelles, 1910.
- Le Communisme et les paresseux, Bibliothèque de la Colonie communiste libertaire l’Expérience, no 2, Boitsfort, Belgique, 1907.
- Entre propriétaire et locataire, Imprimerie générale, Mons, Belgique, 1910.
- Lettre ouverte au joyeux curé de Dolhain, suivie de quelques réflexions sur l'enseignement des prêtres, Bibliothèque de la Colonie communiste libertaire l’Expérience, no 5, 1908.
- Les Libertaires et la langue internationale espéranto, chez l'auteur, Saint-Gilles-Bruxelles; Belgique, s.d.
- La Libre pensée prolétarienne contre la libre pensée bourgeoise, éditions de la Ligue matérialiste de Belgique, Bruxelles, 1929.
- Limitons les naissances ! Réponse au cardinal Mercier, chez l’auteur, Bruxelles, 1909.
- La Nouvelle Clairière, drame social en 5 actes, Bibliothèque de la colonie communiste libertaire L'Expérience, no 3, Stockel-Bois, Belgique, 1906.
- Pourquoi je ne crois plus en Dieu, Groupe de propagande par la brochure, La Brochure mensuelle, no 55-56, Paris, 1927, réencartage Contre-Courant, Paris, 1959.
- Pourquoi l'Église a tué Ferrer ?,  Discours prononcé au meeting de la Libre Pensée des disciples de Berthelot à Seraing, le 1er novembre 1909, chez l'auteur, Bruxelles, 1909.
- La Procréation consciente, débats du Congrès internationale tenu à La Haye les 28 et 29 juillet 1910, chez l’auteur, Bruxelles, 1910.
- Réponse à l'encyclique du Pape ou Les Crimes obligatoires de l'Église romaine, chez l'auteur, coll. Petite Bibliothèque anticléricale, Bruxelles, 1901.
- Avec Gassy Marin, Anarchists and the international language esperanto ; with an appendix explaining the elements of the language, London, Freedom, 1908[27].

### Iconographie
- Fédération internationale des centres d'études et de documentation libertaires : 10 cartes postales.